# 北部陵园 (慕尼黑)

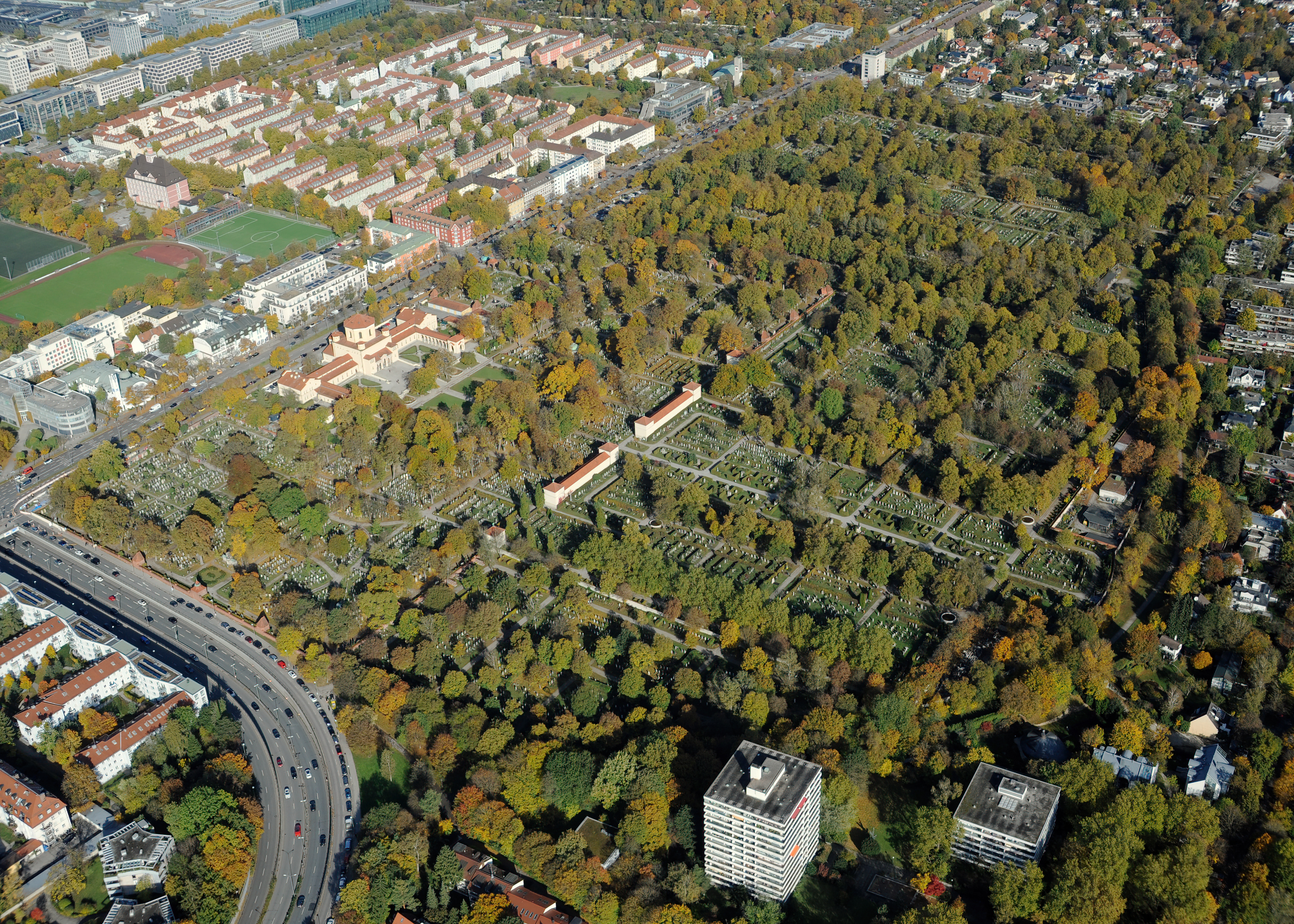
北部陵园

北部陵园（德語：Nordfriedhof）是位於德国巴伐利亚慕尼黑施瓦宾的一座大型公墓，建有约34000座坟墓。该公墓于1884年设立。慕尼黑地铁6号线有一站叫北部陵园站，就是以这座公墓命名的，车站周边地区也被当地人称作北部陵园。
公墓里有一些建筑物，如一座小礼拜堂、一座太平间以及一座墓墙，这些建筑由建筑师汉斯·格拉塞尔于1896-1899年间设计。1962年，有人又在公墓北部加盖了一座納骨塔。
托马斯·曼在中篇小说《威尼斯之死》中曾描写过北部陵园的小礼拜堂，并对其稍加修改，主角在看到这座建筑后产生了一种关于死亡的预感。